# 東屯田通停留場
東屯田通停留場（ひがしとんでんどおりていりゅうじょう）は、北海道札幌市中央区にある札幌市交通事業振興公社（札幌市電）山鼻線の停留場である。停留場番号はSC14。電車の通る白石藻岩通と、東屯田通（西8丁目と9丁目の境を南北に走る）の交差点に位置している。

## 歴史
- 1931年（昭和6年）11月23日 [2] 開業（単線）。
- 1948年（昭和23年）7月31日 廃止。
- 1949年（昭和24年）6月8日 再開業。
- 1954年（昭和29年）7月 複線化。
- 2015年（平成27年）4月1日 停留場番号を設定[3]。
- 2016年（平成28年）11月2日 混雑解消のため、電車の停止位置を後方に移動。足元に乗車口の表示を設置。
- 2017年（平成29年）3月18日 停留場を全面改築。ホームを高くし、スロープを設置した。

## 停留場構造
2面2線の対向式。交差点を挟んで西側の南21条西9丁目に内回り（幌南小学校前方面）、東側の南22条西8丁目に外回り（石山通方面）の乗り場があり、安全地帯が設けられている。安全地帯にはロードヒーティングが施され、上屋が設置されている。

## 停留場周辺
- スーパーマーケット｢ベンリー｣
- 土田病院

## 隣の停留場
札幌市交通局
山鼻線
石山通停留場 (SC13) - 東屯田通停留場 (SC14) - 幌南小学校前停留場 (SC15)